# 彥根芹川站
彥根芹川站（日语：／ Hikone Serikawa eki */?）是位於滋賀縣彥根市芹川町字矢立，近江鐵道本線的車站。車站編號為OR05。

## 歷史
- 2008年（平成20年）12月18日 - 開始動工建設車站[4]。
- 2009年（平成21年）4月8日 - 車站啟用[1][2][3]。

## 車站構造

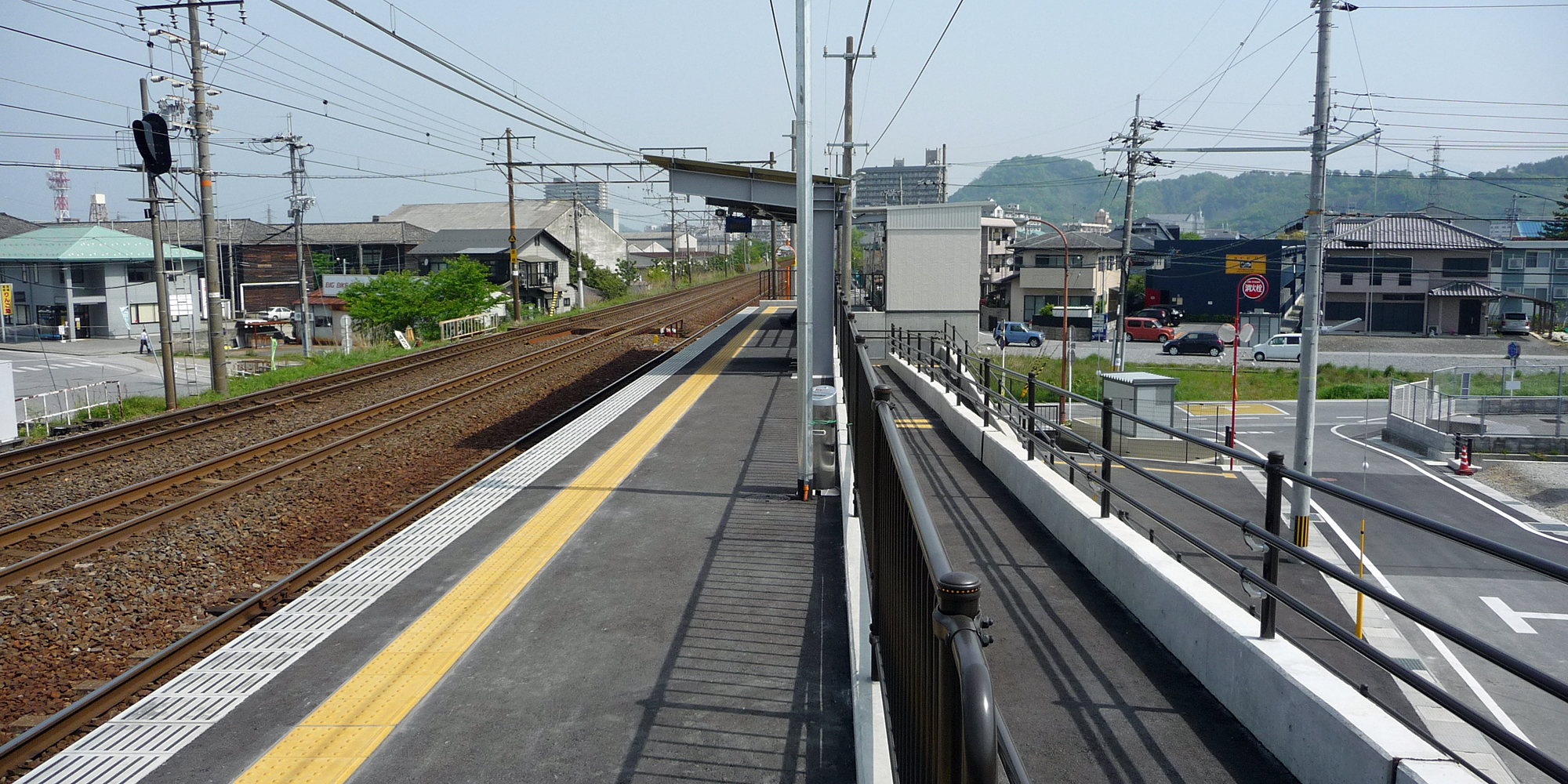
月台

車站是一座地面車站，設有1面1線單式月台，月台全長45米，寬3米。此站是無人車站。工程費為5,000萬日圓。

## 使用狀況
根據「彥根市統計書」，以下為近年一日平均乘車人次列表。當中在車站啟用前預計首年度的使用人次為35000人，收入約為1100萬日圓。
| 年度   | 一日平均 乘車人次 |
| ------ | ----------------- |
| 2009年 | 47                |
| 2010年 | 69                |
| 2011年 | 78                |
| 2012年 | 83                |
| 2013年 | 93                |
| 2014年 | 103               |
| 2015年 | 108               |
| 2016年 | 123               |
| 2017年 | 120               |
| 2018年 | 110               |
| 2019年 | 116               |

## 車站周邊

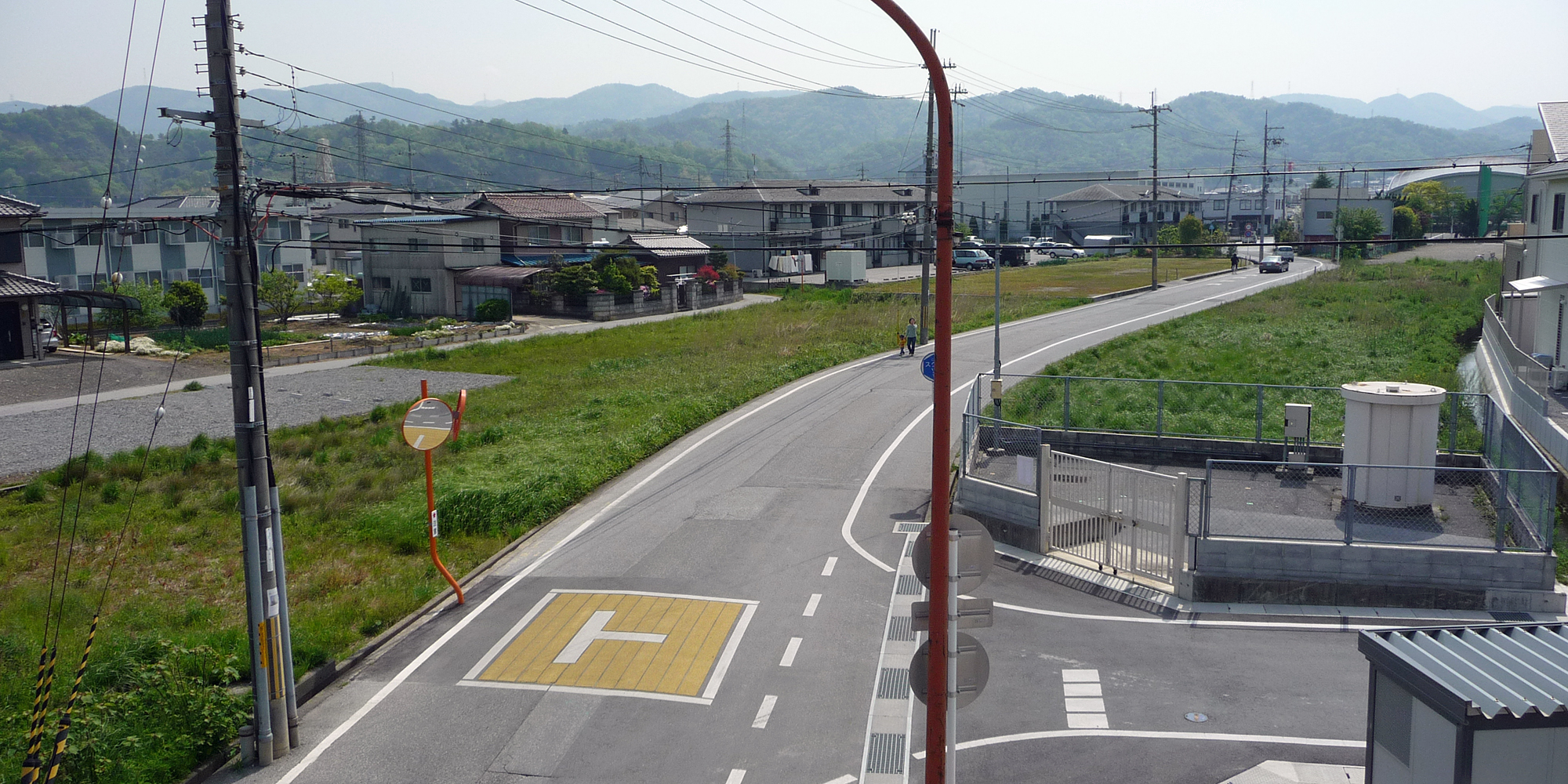
車站東邊

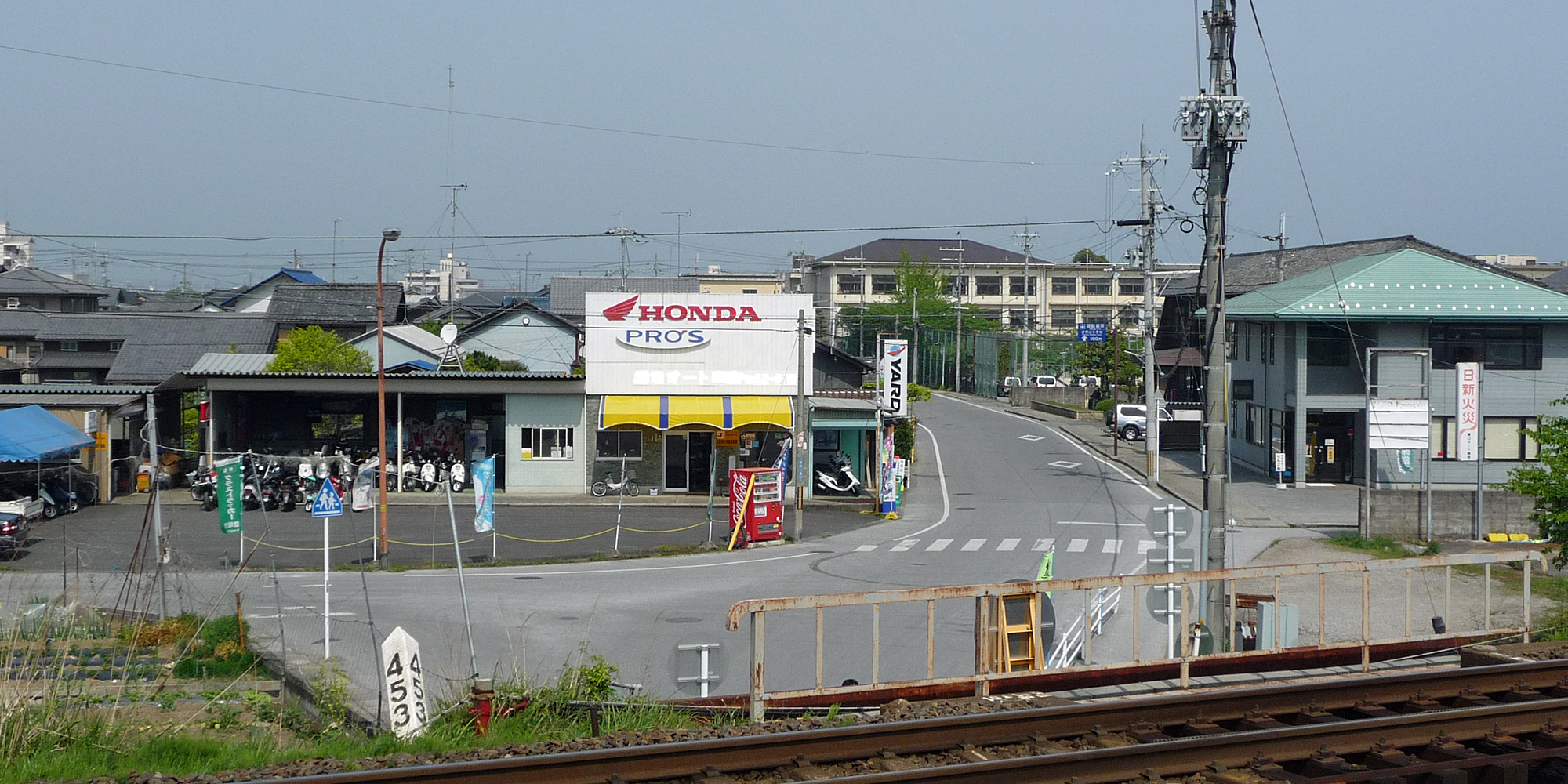
車站西邊

- 花菖蒲通商店街（日语：花しょうぶ通り商店街）
- 彥根市立佐和山小學（日语：彦根市立佐和山小学校）
- 彥根市立東中學（日语：彦根市立東中学校）
- 彥根綜合高等學校（日语：彦根総合高等学校）[1]
- 芹川（日语：芹川 (滋賀県)）

## 相鄰車站
近江鐵道
■本線（彥根、多賀大社線）
彥根（OR04）－彥根芹川（OR05）－彥根口（OR06）

## 注腳
1. 1 2 3 4  川島 2009，第75頁.
2. 1 2  朝日 2011，第14頁.
3. 1 2  . 京都新聞 (朝刊). 2009-04-09: 18 （日语）.
4. ↑  . 京都新聞 (朝刊). 2008-12-17: 24 （日语）.
5. ↑  川島 2009，第11頁.
6. 1 2  近江鉄道「ひこね芹川駅」、来年4月開業[]（日語） MSN產經新聞 2008年12月17日

## 外部連結
- 彥根芹川站 （页面存档备份，存于）（日語）（各站資訊）  -近江鐵道